# Bataille du Monte Pelado
Guerre d'Espagne
La bataille du Monte Pelado est un des premiers combats de la guerre d'Espagne, qui a opposé les forces nationalistes aux troupes républicaines. Elle s'est déroulée près de la ville de Huesca, en Aragon, le 28 août 1936.
Bien que d'envergure réduite et sans objectif stratégique majeur, la bataille est restée fameuse parce qu'elle fut le lieu de l'engagement des premiers antifascistes italiens aux côtés des républicains espagnols. Cela lui vaut d'ailleurs d'être largement connue en Italie sous le nom de bataille du Monte Pelato.

## Contexte

### Situation stratégique
Comme les deux autres capitales de province aragonaises, Saragosse et Teruel, la ville de Huesca passa dès les premiers jours du coup d'État entre les mains des militaires insurgés. Mais les localités de la province se partagèrent : celles de l'ouest tombèrent aux mains des nationalistes, tandis que celles de l'est, appuyées par la Catalogne voisine, restaient fidèles au gouvernement républicain.
Rapidement, l'Aragon partagé en deux vit affluer de nombreux combattants des milices confédérales recrutés dans les grandes villes des régions catalanes et valenciennes. De la même manière, les premiers volontaires étrangers, arrivant en Espagne après traversé les Pyrénées, combattirent sur le front aragonais. Nombre d'entre eux furent des Italiens, issus des mouvements antifascistes opposés à l'Italie mussolinienne, tels que le groupe « Giustizia e Libertà ».
L'objectif des républicains était, après avoir repoussé les insurgés en Catalogne, d'opérer la jonction avec les zones républicaines du front Nord du pays Basque, de Cantabrie et des Asturies. Pour cela, il fallait commencer par la reconquête de l'Aragon. Différentes colonnes de miliciens affluèrent vers Huesca : les colonnes Lenin, Marx, Los Aguiluchos et Fernando Ascaso. Cette dernière était connue pour avoir un bataillon formé d'Italiens, le bataillon « Matteotti ». On retrouvait par exemple le socialiste Carlo Rosselli et les anarchistes Camillo Berneri, Maria Zazzi, Michele Centrone et Leonida Mastrodicas, le républicain Mario Angeloni, délégué général de la colonne, Fosco Falaschi et Vincenzo Perrone, le gielliste Giuseppe Zuddas et le communiste Attilio Papparotto.
S'étant approché suffisamment de Huesca, les miliciens décidèrent de s'emparer des hauteurs du Monte Pelado, situé au sud-ouest de la ville, sur la route d'Almudévar, où s'étaient retranchés les nationalistes.

### Forces en présence
Les nationalistes étaient pour la plupart des soldats du 39e régiment. Les hommes, commandés par le lieutenant Carlos Sanez, étaient au nombre de 624, soutenus par 66 volontaires et 6 mitrailleuses et 3 canons à courte portée. Le site du Monte Pelado, particulièrement dégagé, mais au terrain instable, fut fortifié avec de simples journaux posés au sol.
Les milices comptaient environ 860 Espagnols et 1 200 Italiens. Ils étaient accompagnés de trois chars et dix canons.

## Combats
Arrivés sur le site peu avant midi, l'assaut au Monte Pelado fut donné à midi et demi. La bataille fut particulièrement âpre et sanglante, pour les deux côtés. Pendant plus d'une heure et quart, les lignes restèrent stables, au prix de lourdes pertes. Les milices confédérales anarchistes de la CNT et de la FAI de la colonne Ascaso s'emparèrent finalement de la position ennemie, tuant le lieutenant Sanez.

## Conséquences
Les derniers défenseurs nationalistes continuèrent le combat à l'intérieur du camp, investi par les miliciens. Seuls survécurent 14 soldats et 26 volontaires, tous faits prisonniers. Dix d'entre eux, choisis au hasard, furent fusillés pour l'exemple, tandis que dix blessés mouraient des suites de leurs blessures.
Les républicains subirent également de lourdes pertes, dues à l'avantage naturel que donnait le site aux nationalistes. Parmi les volontaires italiens furent tués Mario Angeloni, délégué général de la colonne, Michele Centrone, Fosco Falaschi, Vincenzo Perrone, Giuseppe Zuddas et Attilio Papparotto.
Pourtant, la conquête du Monte Pelado ne permit la conquête de la ville-même de Huesca. Les efforts républicains furent par la suite concentrés dans des régions différentes, plus au sud, comme à Teruel et Belchite. La région ne connut d'ailleurs pas de combat majeur avant l'offensive nationaliste en Aragon, en 1938.